# Premio Internazionale per i diritti dell'uomo Ludovic Trarieux
Il premio internazionale per i diritti dell'uomo Ludovic Trarieux, fu creato il 27 febbraio 1984 a Bordeaux dall'avvocato francese Bertrand Favreau, in onore di Ludovic Trarieux, ministro della giustizia (1895) e fondatore nel 1898, della Ligue française pour la défense des droits de l'homme et du citoyen.

## Storia
Il premio, nato nel 1984 su iniziativa dell'avvocato Bertrand Favreau, ha come scopo quello di onorare un avvocato, senza distinzione di nazionalità, che si è distinto nella difesa dei diritti umani, nella lotta per la supremazia del diritto e contro il razzismo e l'intolleranza in generale.
Bertrand Favreau, famoso anche per essere stato uno dei cofondatori dell'Unione degli avvocati europei e dei cofondatori dell'Istituto per i diritti umani degli avvocati europei,, fu molto colpito dall'affare giudiziario Guy Mauvillain, molto noto in Francia per essere stato un errore giudiziario. Ispirato dall'impegno verso la giustizia di Ludovic Trarieux, che si mobilitò per la revisione del processo Alfred Dreyfus, decise di creare un premio per onorare gli avvocati che lottavano per il rispetto dei diritti umani e la supremazia del diritto.
Il premio, dapprima biennale, diventa dal 2003 annuale, con in più la dicitura "Omaggio degli avvocati a un avvocato". Il premio consiste in una medaglia in cui appare l'effige di Ludovic Trarieux e di un attestato oltre a un contributo pecuniario. La giuria è composta da 30 avvocati che selezionano il laureato tra una rosa di candidati proposti dalle principali organizzazioni o associazioni internazionali che lavorano nel campo dei diritti umani. Il premio viene attribuito in modo congiunto dall'Institut des Droits de l’Homme du Barreau di Bordeaux, l'Institut de formation en droits de l’Homme du Barreau di Parigi, l’Institut des Droits de l’Homme du Barreau di Bruxelles, l'Unione Forense per la Tutela dei Diritti Umani di Roma, la Rechtsanwaltskammer di Berlino, l’Ordre des Avocats du barreau di Lussemburgo, l'Union internationale des avocats (UIA), e l'Istituto per i diritti umani degli avvocati europei (IDHAE) di Lussemburgo.

## Premiati
Non vi furono premiati nel 1984, anno della creazione del premio.
- 1985 : Nelson Mandela, Africa meridionale
- 1992 : Augusto Zúñiga Paz, Perù
- 1994 : Jadranka Cigelj, Bosnia Erzegovina
- 1996 : Nejib Hosni, Tunisia e Dalila Meziane, Algeria
- 1998 : Zhou Guoqiang, Cina[6]
- 2000 : Esber Yagmurdereli, Turchia
- 2002 : Mehrangiz Kar, Iran
- 2003 : Digna Ochoa e Bárbara Zamora, Messico
- 2004 : Aktham Naisse, Siria
- 2005 : Henri Burin des Roziers, Francia[7]
- 2006 : Parvez Imroz, India
- 2007 : René Gómez Manzano, Cuba
- 2008 : U Aye Myint, Birmania
- 2009 : Beatrice Mtetwa, Zimbabwe[8]
- 2010 : Karinna Moskalenko, Russia[9],
- 2011 : Fathi Terbil, Libia[10].
- 2012 : Muharrem Erbey, Turchia.
- 2013 : Vadim Kuramshin, Kazakistan[11].
- 2014 : Mahienour Al-Massry, Egitto[12].
- 2015 : Waleed Abu al-Khair, Arabia saudita[13]
- 2016 : Wang Yu, Cina[14].
- 2017 : Mohammed al-Roken, Emirati Arabi Uniti
- 2018 : Nasrin Sotoudeh, Iran[15].
- 2019 : Rommel Duran Castellanos, Colombia[16]
- 2020 : Ebru Timtik e Barkin Timtik, Turchia[17]
- 2021 : Freshta Karimi, Afghanistan
- 2022 : Arminsalar Davoudi, Iran
- 2023 : Yulia Yurhilevich, Belarus
- 2024 : Ywet Nu Aung, Myanmar